# Dương Đức
Dương Đức là một xã thuộc huyện Lạng Giang, tỉnh Bắc Giang, Việt Nam.

## Địa lí
Xã Dương Đức có vị trí địa lí
- Phía đông giáp xã Tân Thanh
- Phía nam giáp xã Mỹ Thái
- Phía tây giáp sông Thương
- Phía bắc giáp xã Mỹ Hà

#### Diện tích và dân số
Xã Dương Đức có diện tích 9,8 km², dân số năm 1999 là 6473 người, mật độ dân số đạt 661 người/km²

## Hành chính
Xã Dương Đức gồm thôn: Hồng Giang, Đậu, Danh, Cầu Ván, Lâm Sơn, Cầu Đầm, Cầu Phên, Cổng, Đồng Than, Thượng, Đức Thọ.